# 初声村
初声村（はっせむら）とはかつて神奈川県三浦郡に存在した村で現在の三浦市北西部にあたる。かつての初声村の範囲がそのまま初声町として地域名になっている。

## 概要
初声村は現在の三浦半島南西部に位置し、北は横須賀市、東は三浦市南下浦地域（旧三浦郡南下浦町）西は相模湾に面し、南は三浦市三崎地域（旧三浦郡三崎町）に面している。初声町高円坊 - 初声町和田 - 初声町下宮田 - 初声町入江 - 初声町三戸の5地区に分かれており、2014年12月現在の合計人口は10,669人。
そのうち初声町下宮田は京急久里浜線三崎口駅があるため交通の便が良い。近年宅地開発が進められているため他の地域に比べると人口も他の4地区に比べると段違いに多い（5,222人）。これに対し、他の4地区には鉄道は通っておらず、交通機関は京浜急行バスの路線バスのみで交通の便が悪いため、人口は少ない。主な主力産業は農業、漁業、観光業である。西部の海岸には、ほぼ手つかずの自然が残っていて砂浜が観察できる。

## 沿革
- 1889年（明治22年）4月1日 - 町村制施行に伴い、三浦郡入江新田、高円坊村、下宮田村、三戸村、和田村が合併し、初声村が成立する。
- 1955年（昭和30年）4月1日 - 三浦郡三崎町・南下浦町と合併、同時に市制を施行し三浦市となる。

## 主な施設、名所
- 京急久里浜線三崎口駅
- 国道134号
- 初声漁港
- 神奈川県立三浦臨海高等学校
- 神奈川県立平塚農業高等学校初声分校
- 旧三崎高等学校（ロックの学園で有名）
- 三浦市立初声中学校
- 三浦市立初声小学校
- 福井記念病院
- 関東総合通信局三浦電波監視センター
- 三浦市初声市民センター
  - 三浦市役所初声出張所
  - 三浦市立図書館（初声分館）
  - 赤坂弥生学習室
- 神奈川県立三浦ふるさと村
- 三浦スポーツ公園
- 三浦市立総合体育館
- 三浦市消防署引橋分署
- 和田海岸
  - 和田海岸海水浴場
- 三戸海岸
  - 三戸海岸海水浴場
  - 黒崎の鼻
- 和田義盛旧里碑
- わくり井戸
- 白旗神社

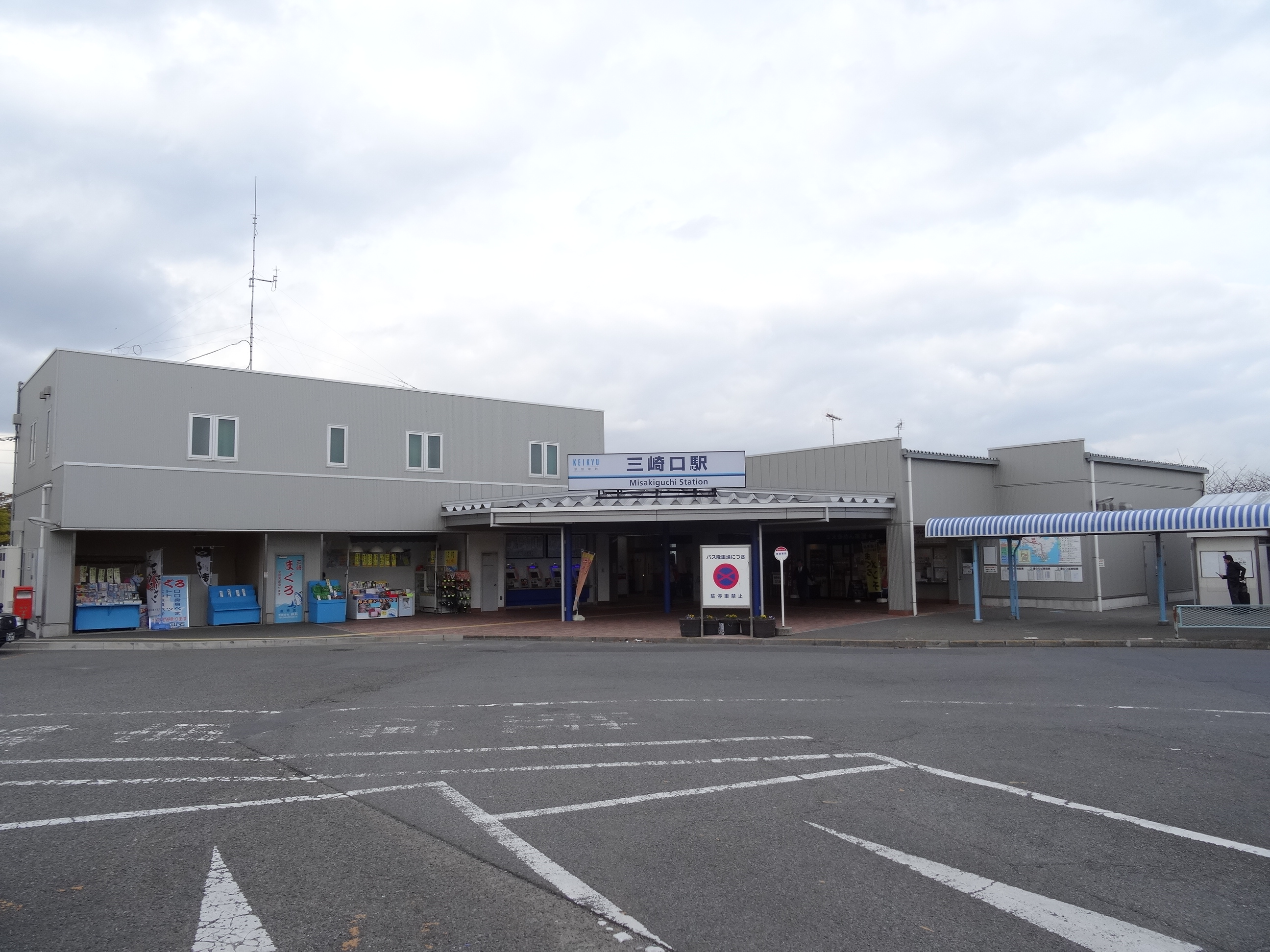
三崎口駅

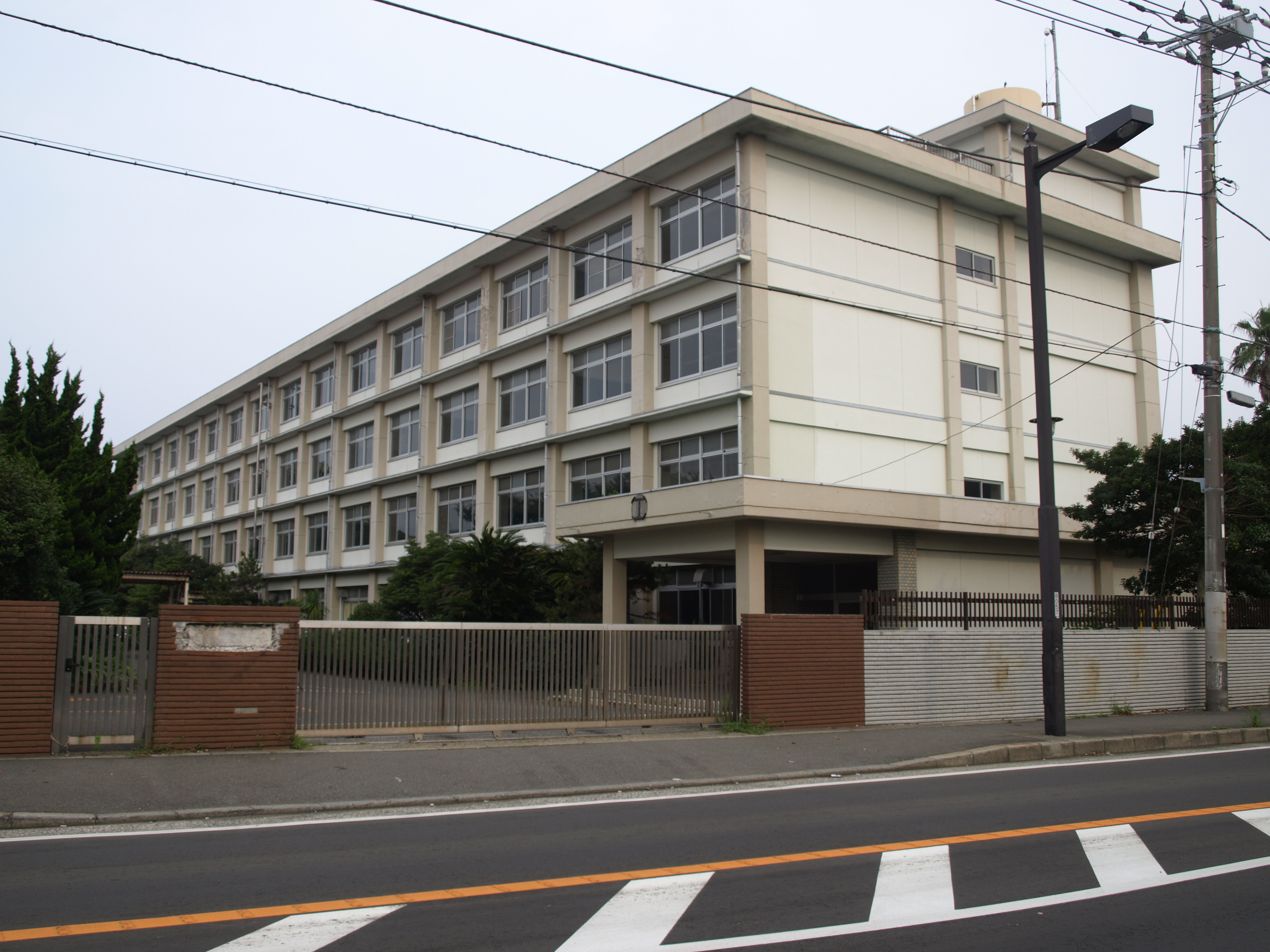
旧三崎高校

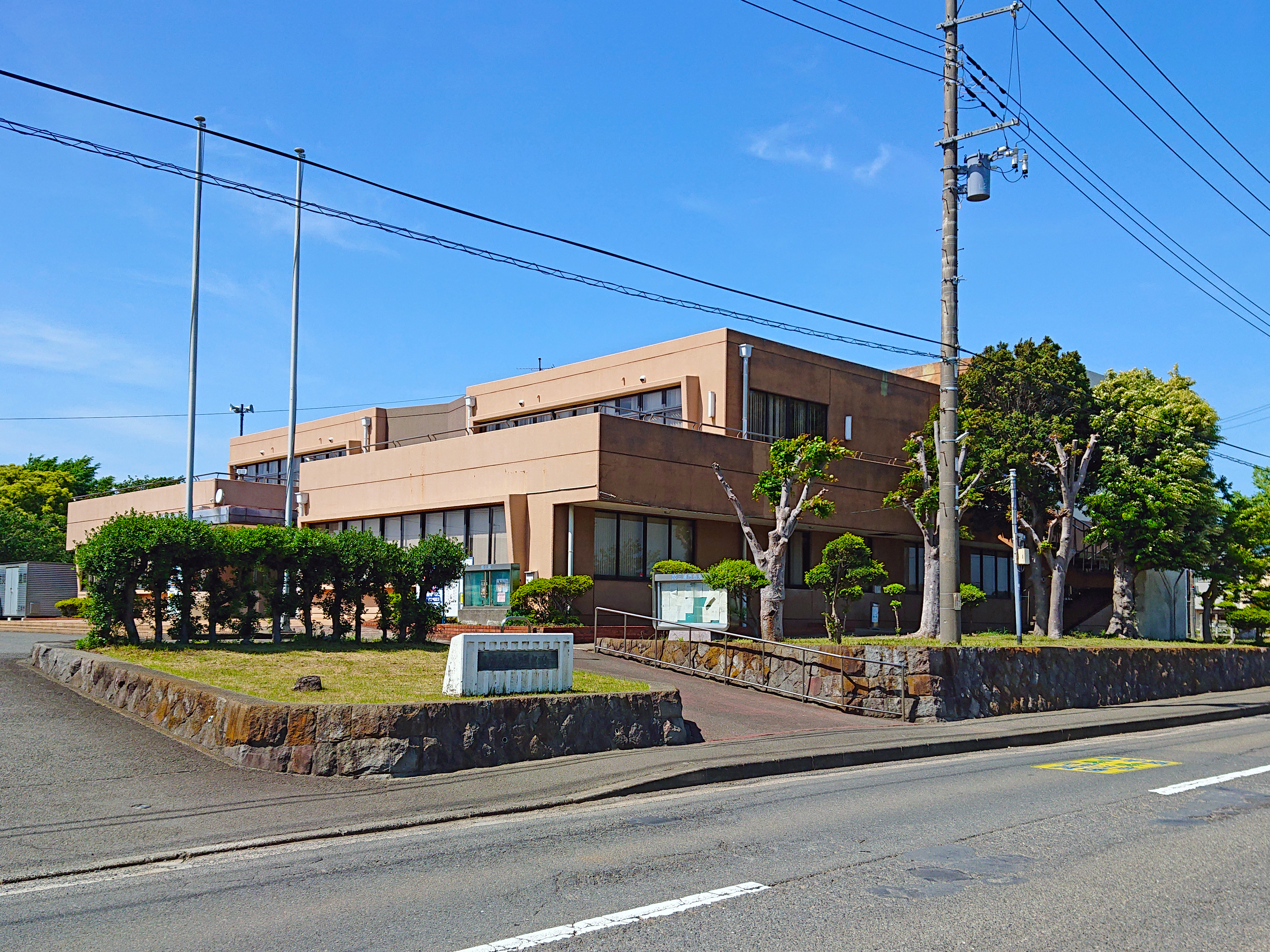
三浦市初声市民センター

- 京浜急行電鉄生活事業本部三浦事務所（建設発生土処分場）